# شهرستان همپدن (ماساچوست)
شهرستان همپدن، ماساچوست (به انگلیسی: Hampden County, Massachusetts) یک شهرستان در ایالات متحده آمریکا است که در ماساچوست واقع شده‌است.

## خصوصیات
شهرستان همپدن ۱٬۶۴۲٫۰۶ کیلومترمربع مساحت دارد.